# Ordinul „Virtutea Militară”
Ordinul Virtutea Militară și Medalia Virtutea Militară cu însemne de pace și de război, prevăzute la art. 8 lit. A și B și la art. 9 lit. A pct. V și lit. B pct. I din Legea nr. 29/2000 privind sistemul național de decorații al României, fac parte din categoria decorațiilor pe domenii de activitate.

## Istoric
În 1864, domnitorul Alexandru Ioan Cuza a bătut două medalii, "Virtutea Militară" și "Devotament și Curagiu". După cum o arată și numele, prima era destinată militarilor; cea de-a doua, creată după însemnatele inundații din primăvara acelui an, urma să răsplătească faptele celor care, cu riscul propriei vieți, au salvat oameni și bunuri în timpul unor catastrofe naturale. Deoarece aceste două medalii nu au fost instituite legal nici nu au putut fi conferite oficial.
Venit dintr-o țară cu puternice tradiții în domeniul decorațiilor, Carol I al României, deși constrâns prin firmanul de numire să nu instituie nici un fel de distincții, prin tratative diplomatice, a reușit ca Marele Vizir să accepte ca domnitorul să poată institui decorații minore și, ca urmare, în 1872, se instituie Medalia "Virtutea Militară" (decr. nr. 987) și Semnul Onorific pentru XVIII și XXV de ani petrecuți în armată (decr.1057).
Medalia "Virtutea Militară"  este o reluare a distincției create de Cuza; ea avea două clase ("de aur" și "de argint"), clasa a II-a acordându-se și sergenților reangajați, pentru 12 ani de serviciu. 
Prin Legea nr. 459 din 9 iulie 2002 privind Ordinul Virtutea Militară și Medalia Virtutea Militară, a fost înființat Ordinul Virtutea Militară și reînființată Medalia Virtutea Militară.

## Situația actuală
Ordinul Virtutea Militară cu însemne de pace și de război este asimilat în ierarhie, la grade egale, cu ordinele Virtutea Aeronautică și Virtutea Maritimă.
Medalia Virtutea Militară cu însemn de pace este asimilată n ierarhie, la clase egale, cu medaliile cu însemne de pace Virtutea Aeronautică și Virtutea Maritimă.
Medalia Virtutea Militară cu însemn de război este cea mai naltă decorație de război care se poate acorda persoanelor prevăzute la art. 6 alin. (2) din prezenta lege, fiind echivalentă ca importanță cu Ordinul Mihai Viteazul pentru ofițeri.
Ordinul Virtutea Militară cu însemne de pace și de război se prezintă:
a) pentru militari, sub trei forme cu valoare ierarhică egală: însemnul, bareta și rozeta;
b) pentru personalul civil, sub două forme cu valoare ierarhică egală: însemnul și rozeta.
(2) Însemnul de pace al Ordinului Virtutea Militară este o cruce cu brațe egale, emailată albastru, cu bordura albă, având aplicată pe medalionul central, avers, o acvilă ținând în cioc o cruce ortodoxă.
(3) Însemnul de război al Ordinului Virtutea Militară se distinge de însemnul de pace al Ordinului Virtutea Militară prin aplicarea ntre brațele crucii a două spade încrucișate, cu vârfurile în sus.
(4) Bareta Ordinului Virtutea Militară cu însemn de război se distinge de bareta Ordinului Virtutea Militară cu însemn de pace prin aplicarea pe panglica specifică a două spade încrucișate, cu vârfurile în sus.
Medalia Virtutea Militară cu însemn de pace se prezintă:
a) pentru militari, sub două forme cu valoare ierarhică egală însemnul și bareta;
b) pentru civili, sub o singură formă: însemnul.
(2) 
Medalia Virtutea Militară cu însemn de război se prezintă sub trei forme cu valoare ierarhică egală: însemnul, bareta pentru militari și rozeta pentru civili.
Însemnul de pace al Medaliei Virtutea Militară este o piesă circulară care are pe avers redată în relief stema României.
Însemnul de război al Medaliei Virtutea Militară este o cruce cu brațe egale, având aplicată pe medalionul central, avers stema României.
Bareta Medaliei Virtutea Militară cu însemn de război se distinge de bareta Medaliei Virtutea Militară cu însemn de pace prin aplicarea pe panglica specifică a două spade încrucișate, cu vârfurile în sus.
Descrierea formei, dimensiunile, modul de acordare și modelul desenat ale Ordinului Virtutea Militară și ale Medalie Virtutea Militară, pentru fiecare grad sau clasă, sunt prevăzute în anexele nr. 1-4 care fac parte integrantă din prezenta lege.
Ordinul Virtutea Militară cu însemne de pace și de război se poate acorda:
a) ofițerilor în activitate, în rezervă sau în retragere și personalului civil cu pregătire superioară care lucrează în ministere și în instituții centrale autonome cu responsabilități în domeniile apărării, ordinii publice și siguranței naționale și aparțin forțelor terestre, inclusiv apărării antiaeriene și radiolocației;
b) unităților militare românești care aparțin forțelor terestre, nclusiv apărării antiaeriene și radiolocației;
c) unităților militare și ofițerilor sau personalului civil cu funcții de răspundere, aparținând forțelor terestre ale statelor cu care România are relații de colaborare în domeniile apărării, ordinii publice și siguranței naționale.
(2) Medalia Virtutea Militară cu însemn de pace se poate acorda:
a) maiștrilor militari și subofițerilor în activitate, în rezervă sau în retragere, militarilor în termen, militarilor angajați și personalului civil fără studii superioare care lucrează în ministere și în instituții centrale autonome cu responsabilități în domeniile apărării, ordinii publice și siguranței naționale și aparțin forțelor terestre, inclusiv apărării antiaeriene și radiolocației;
b) maiștrilor militari, subofițerilor, militarilor și personalului civil, aparținând forțelor terestre ale statelor cu care România are relații de colaborare în domeniile apărării, ordinii publice și siguranței naționale.
(3) Medalia Virtutea Militară cu însemn de război se poate acorda persoanelor prevăzute la alin. (2), indiferent de categoria de forțe armate sau de instituția de care aparțin.
Art. 7. - (1) Ordinul Virtutea Militară și Medalia Virtutea Militară se conferă de Președintele României prin decret, în baza propunerilor de decorare individuale făcute, potrivit art. 4 alin. (2) lit. c) din Legea nr. 29/2000, de miniștrii și conducătorii instituțiilor centrale autonome de resort pentru persoanele din domeniul lor de activitate.
(2) Propunerile nominale pentru conferirea Ordinului Virtutea Militară și a Medaliei Virtutea Militară sunt avizate de Cancelaria Ordinelor, în conformitate cu art. 5 din Legea nr. 29/2000.
(3) Președintele României poate să confere Ordinul Virtutea Militară și Medalia Virtutea Militară și din proprie inițiativă, în proporție de 1% din numărul total stabilit prin lege pentru fiecare grad sau clasă a fiecărei decorații, cu excepția gradului de Mare Ofițer, în conformitate cu art. 4 alin. (3) din Legea nr. 29/2000.
Art. 8. - (1) Repartiția pe ministere și instituții centrale autonome a numărului maxim de decorații privind Ordinul Virtutea Militară și Medalia Virtutea Militară, care se acordă anual, se face de către Cancelaria Ordinelor, în limitele locurilor vacante, în baza consultării secretariatului Consiliului Suprem de Apărare a Țării, proporțional cu efectivele fiecărei instituții și în funcție de importanța domeniului în care activează personalul asimilat forțelor terestre.
(2) Pentru primul an de la intrarea în vigoare a prezentei legi se poate conferi maximum 15% din numărul decorațiilor pentru fiecare grad și clasă.
Art. 9. - (1) Ordinul Virtutea Militară cu însemn de pace este limitat la maximum 7.000 de membri, cu însemne diferite pentru militari și civili.
(2) Ordinul Virtutea Militară cu însemn de pace, conferit cetățenilor străini, nu intră în numărul prevăzut la alin. (1).
(3) Ordinul Virtutea Militară cu însemn de război se poate conferi nelimitat.
Art. 10. - Unitățile militare decorate cu Ordinul Virtutea Militară cu însemn de pace nu intră în numărul prevăzut la art. 9 alin. (1).
Art. 11. - Ordinul Virtutea Militară cu însemne de pace și de război cuprinde 4 grade. Acestea sunt în ordine crescătoare următoarele:
a) Cavaler;
b) Ofițer;
c) Comandor;
d) Mare Ofițer.
| Grad        | Bareta de pace | Bareta de război |
| Mare Ofițer |                |                  |
| Comandor    |                |                  |
| Ofițer      |                |                  |
| Cavaler     |                |                  |

## Vezi și
- Categorie:Decorați cu Virtutea Militară